# Daphne Mayo
Lilian Daphne Mayo, MBE (Sydney, 1º ottobre 1895 – Brisbane, 31 luglio 1982), è stata una scultrice australiana e un'importante artista del XX secolo, prevalentemente conosciuta per il suo impegno nella scultura, in particolare il timpano della City Hall di Brisbane.

## Vita personale

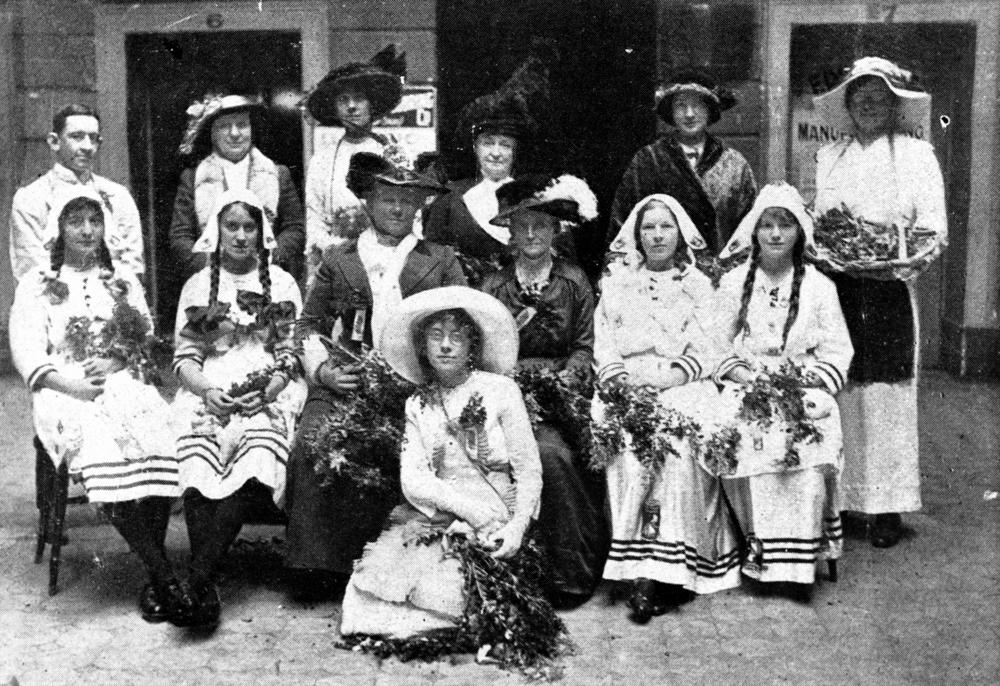
Daphne Mayo (davanti e al centro seduta), celebrazioni del Wattle Day, Brisbane 1914

Nata a Balmain, Sydney, nel 1895, da Lila Mary e William McArthur Mayo, fu educata a Brisbane al St. Margaret Anglican Girls School e ricevette un diploma in Arte Artigianato dal Brisbane Central Technical College nel 1913. Al college era stata fortemente influenzata da L.J Harvey che l'iniziò all'interesse per la modellazione. Sviluppò ulteriormente le sue capacità in questo mezzo quando le fu presentata l'opportunità di andare a Londra nel 1919 con una borsa di studio d'arte fornito dalla Queensland Wattle League. Qui ebbe una posizione come assistente scultrice prima della sua accettazione nel Scuola della Scultura della Royal Academy.

## Opere più importanti
Nonostante la sua piccola struttura, produsse molte opere fisicamente impegnative che sono state scolpite in situ. Al suo ritorno a Brisbane nel 1925, Daphne creò una serie di opere locali, tra cui:

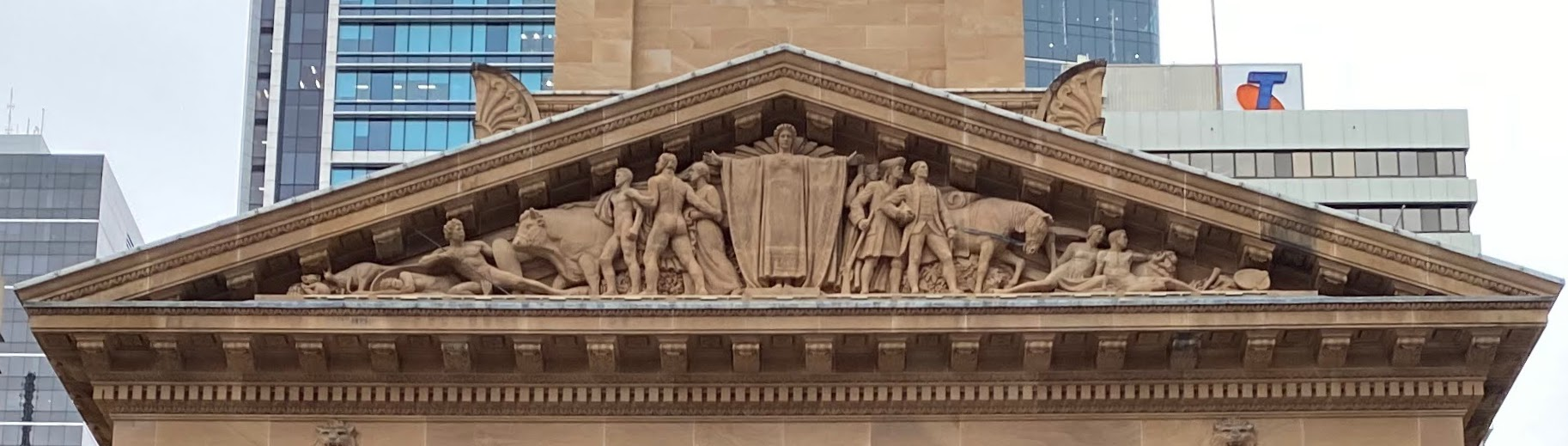
Il Timpano della City Hall di Brisbane

- Il timpano della City Hall di Brisbane (1927-1930). Il timpano rappresenta una convinzione del primo insediamento dal titolo "Il progresso della civiltà nello Stato del Queensland". Questa scultura è stata considerata una delle più importanti commissioni di sculture di Brisbane mai assegnate.

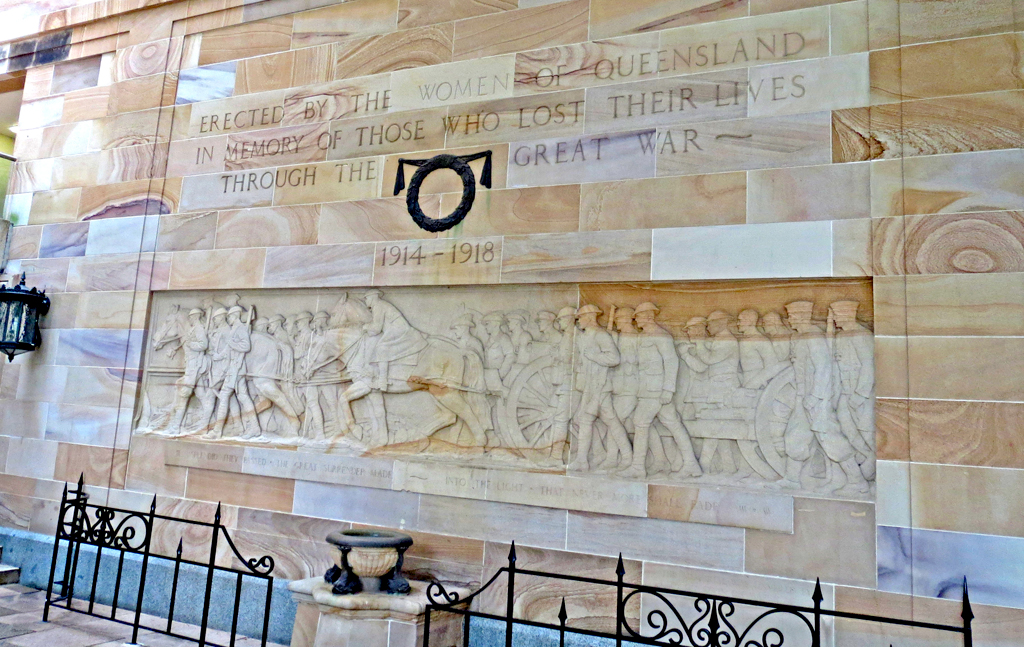
Monumento ai Caduti delle Donne del Queensland

- Il Monumento ai Caduti delle Donne del Queensland (1929-1932) che si trova nella Piazza Anzac di Brisbane un rilievo in pietra arenaria di una processione militare. Primo monumento ai caduti raffigurante donne militari, questo pezzo è importante anche per sottolineare l'importante contributo dato dalle donne alla tradizione dei memoriali di guerra.[3][4] Il Club delle Donne di Brisbane concepì l'idea del Monumento ai Caduti femminile del Queensland nel 1929, prima della grande depressione. Una campagna fu lanciata per raccogliere un migliaio di sterline per il Memoriale, ma dato che i fondi erano insufficienti fu eliminata l'idea originale di un pannello pressofuso in bronzo ed una fontana a cascata e fu cambiata in un pannello di pietra scolpita e fontana.[5]

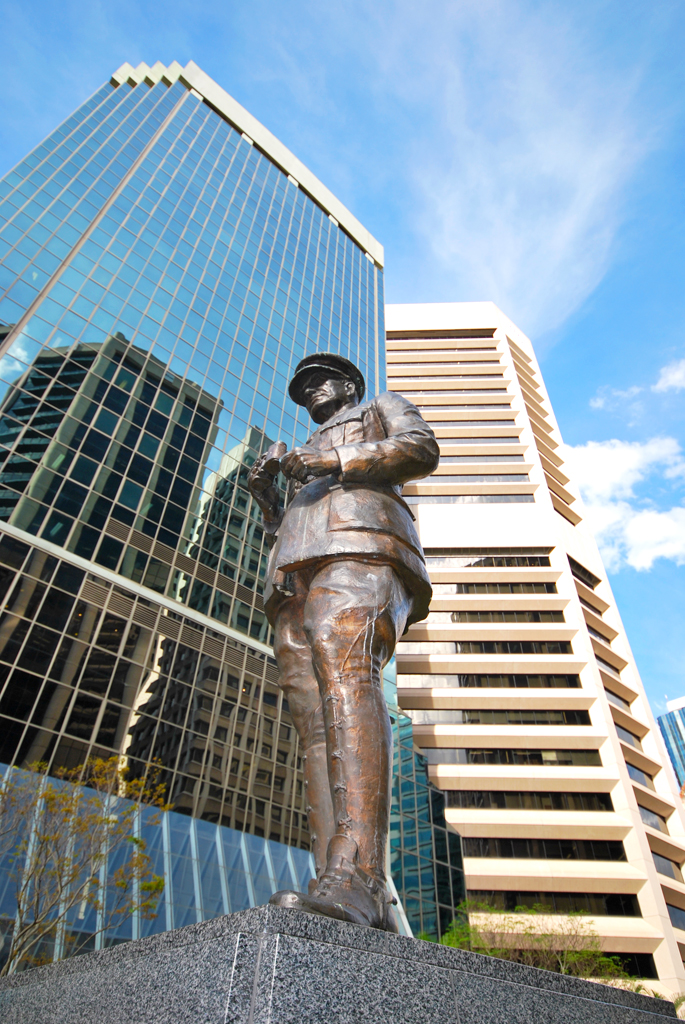
Statua del maggiore generale Sir William Glasgow

- Il Sir William Glasgow Memorial (1961-1964);[1] questa statua di una realistica figura in bronzo fu aggiunta al Queensland Heritage Register nel 2004.[6][7]

## Servizio pubblico
Fece pressioni con successo in numerose occasioni per il finanziamento della neonata Queensland Art Gallery, istituì con il collega pittore Vida Lahey una Art Reference Library presso l'Università del Queensland nel 1936, fu un amministratore della Queensland Art Gallery (1960-1967) e lasciò i propri documenti riservati alla Fryer Library dell'Università del Queensland.
Per le campagne vigorose per le arti in Queensland durante questo periodo le fu conferito dalla Society of Artists una medaglia nel 1938 e nel 1959 l'MBE.

## Eredità
La Daphne Mayo Visiting Professorship nella Cultura Visiva
La School of English, Scienze della Comunicazione e Storia dell'Arte presso l'Università del Queensland istituì l'annuale Daphne Mayo Visiting Professorship nella Cultura Visiva, offrendo ogni anno un'importante cifra mondiale per visitare Brisbane e parlare delle ultime tendenze, influenze, e teorie nel loro settore della cultura visiva, e per dare lezioni pubbliche e assistere a corsi di perfezionamento con gli studenti post-laureati presso l'Università del Queensland.
La Conferenza annuale di Daphne Mayo, così chiamata in suo onore, è presentata dal Museo d'Arte dell'Università e dalla Scuola di inglese, Scienze della Comunicazione e Storia dell'Arte, in collaborazione con l'Associazione Alunni della Università del Queensland Inc. ed è dedicato a uno dei principali sostenitori australiani delle arti visive. C'è anche una società di artisti che porta il suo nome, gli Amici di Daphne Mayo.
L'Università del Queensland Fryer Library 
contiene la raccolta dei manoscritti di Daphne Mayo, la corrispondenza che comprende ritagli di giornale, cataloghi di mostre d'arte, strumenti, opere d'arte, fotografie, quaderni, diari.